# 106 Aquarii
106 Aquarii (i¹ Aquarii) é uma estrela na direção da Aquarius. Possui uma ascensão reta de 23h 44m 12.06s e uma declinação de −18° 16′ 36.9″. Sua magnitude aparente é igual a 5.24. Considerando sua distância de 331 anos-luz em relação à Terra, sua magnitude absoluta é igual a 0.20. Pertence à classe espectral B9V.